# Dawit Sicharulidse

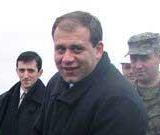
Dawit Sicharulidse

Dawit (Wasil) Sicharulidse (georgisch დავით (ვასილ) სიხარულიძე; * 30. Mai 1968 in Tiflis) ist ein georgischer Arzt und Politiker. Vom 5. Dezember 2008 bis 27. August 2009 war er georgischer Verteidigungsminister.

## Leben
Von 1993 bis 1995  bis arbeitete er als Arzt und Psychiater am Institut für Psychiatrie in Tiflis.
1995 wurde er geschäftsführender Direktor des Georgischen Atlantikrates. 1996 wechselte er zum georgischen Parlament, war dort Mitarbeiter des Ausschusses für Verteidigung und Sicherheit.
2000 wurde er zum Leiter der NATO-Abteilung im georgischen Außenministerium berufen. 2002 ging er nach Brüssel, wo er stellvertretender Chef der georgischen NATO-Mission war. 2004 berief ihn Staatspräsident Saakaschwili im März zunächst für vier Monate zum Untersekretär des Nationalen Sicherheitsrates Georgiens, dann im Juli zu einem der stellvertretenden Verteidigungsminister. Im Oktober 2005 wurde er erster stellvertretender Verteidigungsminister, verantwortlich für die Fachgebiete Politik und Planung, internationale Beziehungen und Rechtsfragen.
Im Dezember 2005 wurde er georgischer Botschafter in den Vereinigten Staaten. Dort löste er Lewan Mikeladse ab, der noch von Staatspräsident Eduard Schewardnadse ins Amt berufen worden war.
Sicharulidse ist verheiratet und hat zwei Töchter. Er spricht neben georgisch auch englisch, russisch und französisch.